# Доброто старо време
„Доброто старо време“ (на английски: Old School) е американски комедиен филм от 2003 г. на режисьора Тод Филипс, който е съсценарист със Скот Армстронг, и участват Люк Уилсън, Уил Феръл и Винс Вон.